# Shouning

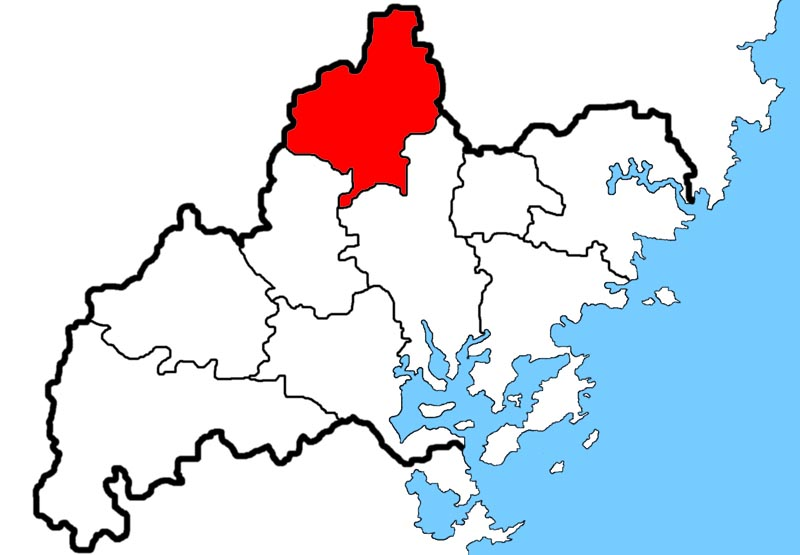
Kreis Shouning

Shouning (chinesisch 寿宁县, Pinyin Shòuníng Xiàn) ist ein Kreis der bezirksfreien Stadt Ningde in der chinesischen Provinz Fujian. Der Kreis hat eine Fläche von 1.439 Quadratkilometern und zählt 177.960 Einwohner (Stand: 2020). Sein Hauptort ist die Großgemeinde Aoyang (鳌阳镇).

## Verwaltung
Der Kreis Shouning umfasst 8 Städte und 6 Gemeinden.

## Brücken von Shouning
Die Kreisstadt Shouning ist insbesondere für ihre historischen gedeckten Brücken (chinesisch: 廊桥, lángqiáo) bekannt, die in traditioneller Holzbauweise errichtet wurden. Diese Bauform kombiniert Funktionalität mit kulturellem Ausdruck und ist typisch für die südchinesische Provinz Fujian.
In Shouning befinden sich über 100 dieser Brücken, darunter die berühmte Wan’an-Brücke (万安桥) aus der Ming-Dynastie, die als eine der ältesten und am besten erhaltenen ihrer Art gilt. Die Brücken dienten nicht nur der Überquerung von Flüssen, sondern waren historisch auch soziale Treffpunkte und boten Schutz bei Regen. Sie zeichnen sich durch kunstvolle Holzverbindungen, gebogene Dächer und ornamentale Verzierungen aus. Aufgrund ihrer kulturellen Bedeutung und handwerklichen Qualität wurden mehrere dieser Brücken als regionales immaterielles Kulturerbe anerkannt.
Die Brücken von Shouning gelten als bedeutendes Beispiel traditioneller chinesischer Holzarchitektur und ziehen sowohl Architekturforscher als auch Touristen an, die sich für das kulturelle Erbe der Region interessieren.

## Sehenswürdigkeiten
- Nanshan-Landschaftsgebiet
- Alter Sanfeng-Tempel
- Xipu Scenic Area
- Yangmeizhou Scenic Area

## Verkehr
- National Highway 235
- Li-Ning-Schnellstraße